# Nemzeti Casino
A Nemzeti Casino olyan magyar egyesület, amely a nemzeti közművelődés, a közérdekű eszmecsere és párbeszéd, valamint a magyar társadalom és az ország fejlődésének előmozdítása érdekében jött létre a 19. század első harmadában.
…Előttem tehát semmi egyéb czél nincs, egyedül csak hazánk virágzása s előmenetele; s mivel azt csak concentratio által hiszem eszközölhetőnek, azért iparkodtam több más olyanokkal, a kik úgy gondolkoznak, mint én, s fáradoztam a Versenyfutások és a Pesti Casino felállításán, azért kívánom érzékenyen, hogy a Tudós Társaságnak helybenhagyását mennél előbb megnyerjük, és az a közmívelődésre törekedő munkálkodásait valahára elkezdhesse…

## Története

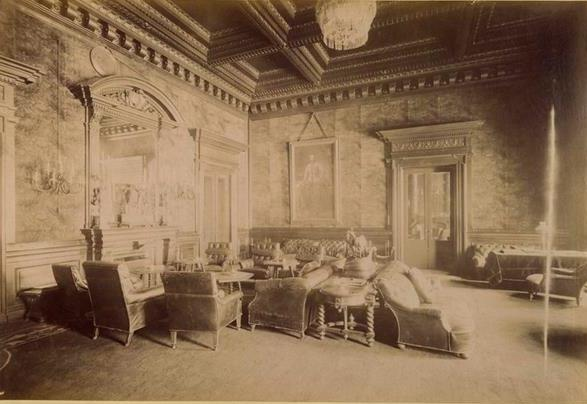
Az arisztokráciát tömörítő Nemzeti Casino nagyterme 1890 körül, Klösz György fényképe

A pesti lóversenyekkel egyidős a pesti kaszinó is, amit szintén Széchenyi alkotott, amelynek eredete ugyanúgy a „legnagyobb magyar” angliai tapasztalataira vezethető vissza. Már az 1825—1827. évi pozsonyi országgyűlés kezdetén alakult Pozsonyban ilyen intézmény, amelyet azonban Széchenyi éppen a lóversenyügy kapcsán szerzett tapasztalatai alapján Pesten kívánt állandósítani. 1827. április 24-én pendítette meg a gróf azt, hogy a közművelődés, közhasznú eszmecsere és kellemes társalgás előmozdítása céljából egyesületet alkottassanak. Az eszme köztetszéssel találkozott, és pár nap alatt 108-an jelentkeztek a tervbe vett egyesület tagjaiul. Ugyanazon év június 10-én tartotta a Nemzeti Casino alakuló ülését a Dorottya utcai (később 5. sz.) Fogel-féle házban, melynek egész első emeletét kibérelte. Az alakuló ülésen Széchenyi gróf ajánlatára Brudern József báró elnökölt, és a jegyzőkönyvet Döbrentei Gábor vezette. Széchenyi ez ülésen mint előadó szerepelt, akinek lelkes beszéde után a kaszinó megalkotását elhatározták.
… hogy a Londoni, Párisi, Gráczi, Prágai s több casinok példáján, a mi Hazánkban is legyen egy olyan megkülönböztetettebb díszes összegyülekező hely, melyen főbb és előkelőbb s jobb nevelésűek, eszes, értelmes férfiak a társasági rendek mindenik osztályából egymással vagy barátságos beszélgetés végett találkozzanak, vagy többféle politikai ujságokat, mint amilyeneket rendszerént a kávéházakban találni lehet, s hasznos gazdasági, tudományos, művészi hónapos írásokat olvassanak. Magokat pedig üres óráikban illendően mulathassák, vagy ha történnék, hogy ezutánra több magyar főúri házak az esztendőnek egy részét itten Pesten töltenék, ezek közül azok, akik külön házat nem tartanak, a Casinoban egyúttal kények szerint való vendéglőt is lelhessenek és így azt, amit az életnek gyönyörűbbé tehetésére nézve idegenben bőven feltalálnak, nálunk hazánkban is lassankint mindinkább pótolva leljék s ez által folyvást többen és többen ide szokjanak.…

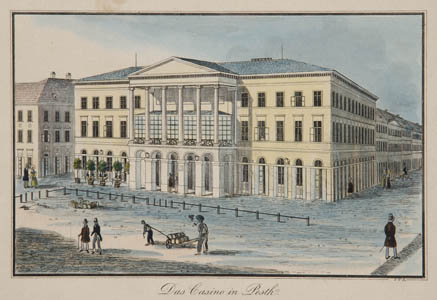
Johann Vincenz Reim: A Nemzeti Casino épülete, kézzel színezett rézmetszet

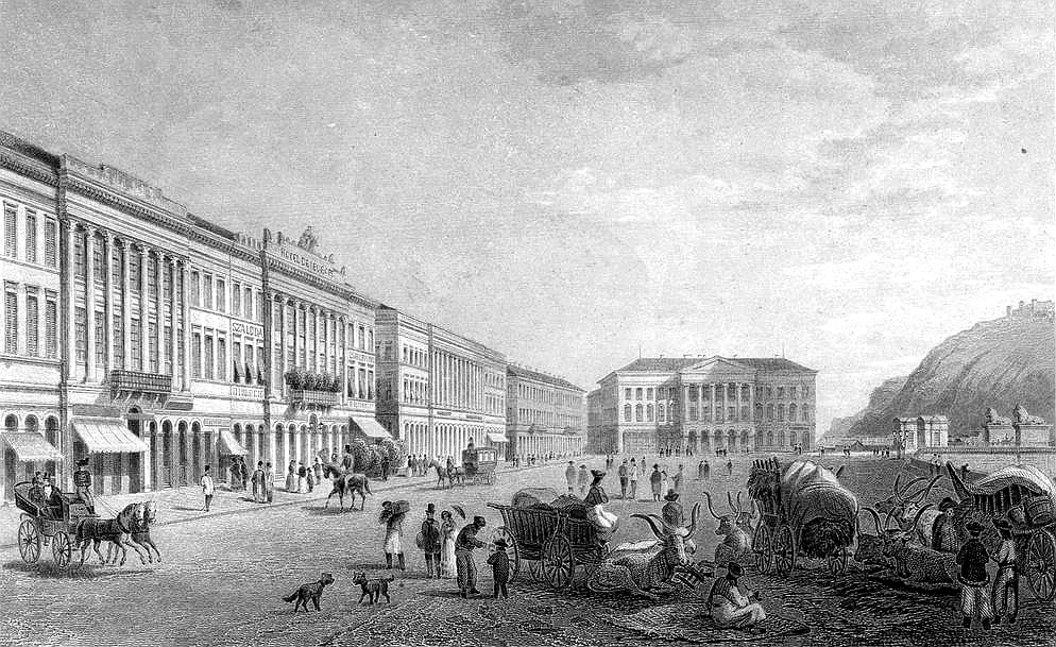
Ludwig Rohbock: A pesti Feldunasor palotái és a Nemzeti Casino az 1850-es években

Az alakuló ülés napján már 175-re emelkedett a tagok száma; 1830-ban 352, 1840-ben 466, 1850-ben 445, 1860-ban 474, 1870-ben 744, 1880-ban 716, 1890-ben 719, 1895-ben pedig 723 tagja volt a kaszinónak; Jenő királyi herceg, Albert Edward walesi herceg, angol trónörökös és Habsburg–Lotaringiai Rudolf osztrák–magyar trónörökös is tiszteleti tagjai voltak, két utóbbi 1889-ben életnagyságú arcképével ajándékozta meg a Nemzeti Casinót, amely minden arisztokratikus szinezete mellett is osztály- vagy pártkülönbséget nem ismert. A felvétel kellékei a tisztesség, műveltség, feddhetetlen jellem és önállóság voltak.
Neve a megalakulásakor Pesti Casino volt, 1830-tól már Nemzeti Casino néven működött.

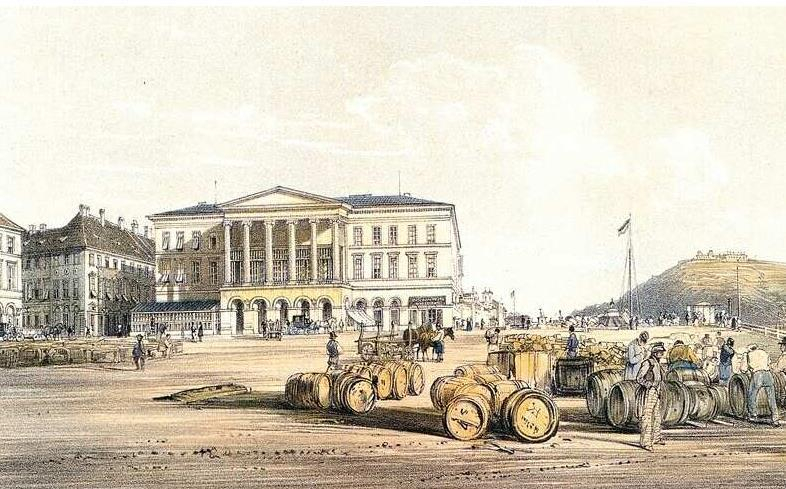
A Cziráky-palota

A Nemzeti Casino működése során a nemzeti és hazafias érzelmeknek mindig hű őre volt, a nemzet örömében és gyászában egyaránt részt vett és bár az egyes személyek nyomorának enyhítését saját külön egyleti céljai feláldozásával nem vonhatta feladatai körébe, országos és közcélokra nem fukarkodott filléreivel adakozni. Az 1848–49-es szabadságharc is a nemzeti törekvések pártján találta a Nemzeti Casinót, és amikor a kormány áldozatra szólította fel a haza lakosait, a Nemzeti Casino is sietett összes arany és ezüstneműit, valamint az egyleti ház megvételére félretett 20 000 pengő forintnyi vagyonát önkéntes hazafiúi áldozatul a haza oltárára letenni; hasonlóképp járt el az 1879-es szegedi árvíz alkalmával. 1896. január 22-én tartott közgyűlésén Magyarország ezeréves állami fönnállásának emlékére a magyar nyelv fejlesztése és a nemzeti fejlődés előmozdítása céljaira 10 000 forintos alapítványt tett, azt 14 hazai kultúregylet között felosztotta.
1830-tól a Nemzeti Kaszinó megalakulásától a pesti Dorottya utcai Vogel-házban és a Lloyd-palotában „társbérletben” működött. 1859-ben először bérbe vette, majd 1871-ben tulajdonaként is megszerezte a Cziráky-palotát. Az épületet 1874–84 között Ybl Miklós tervei szerint építették át a Kaszinó számára. Termei a kor legértékesebb tárgyaival, bútoraival voltak berendezve, könyvtára több mint 30 000 kötetet tartalmazott.

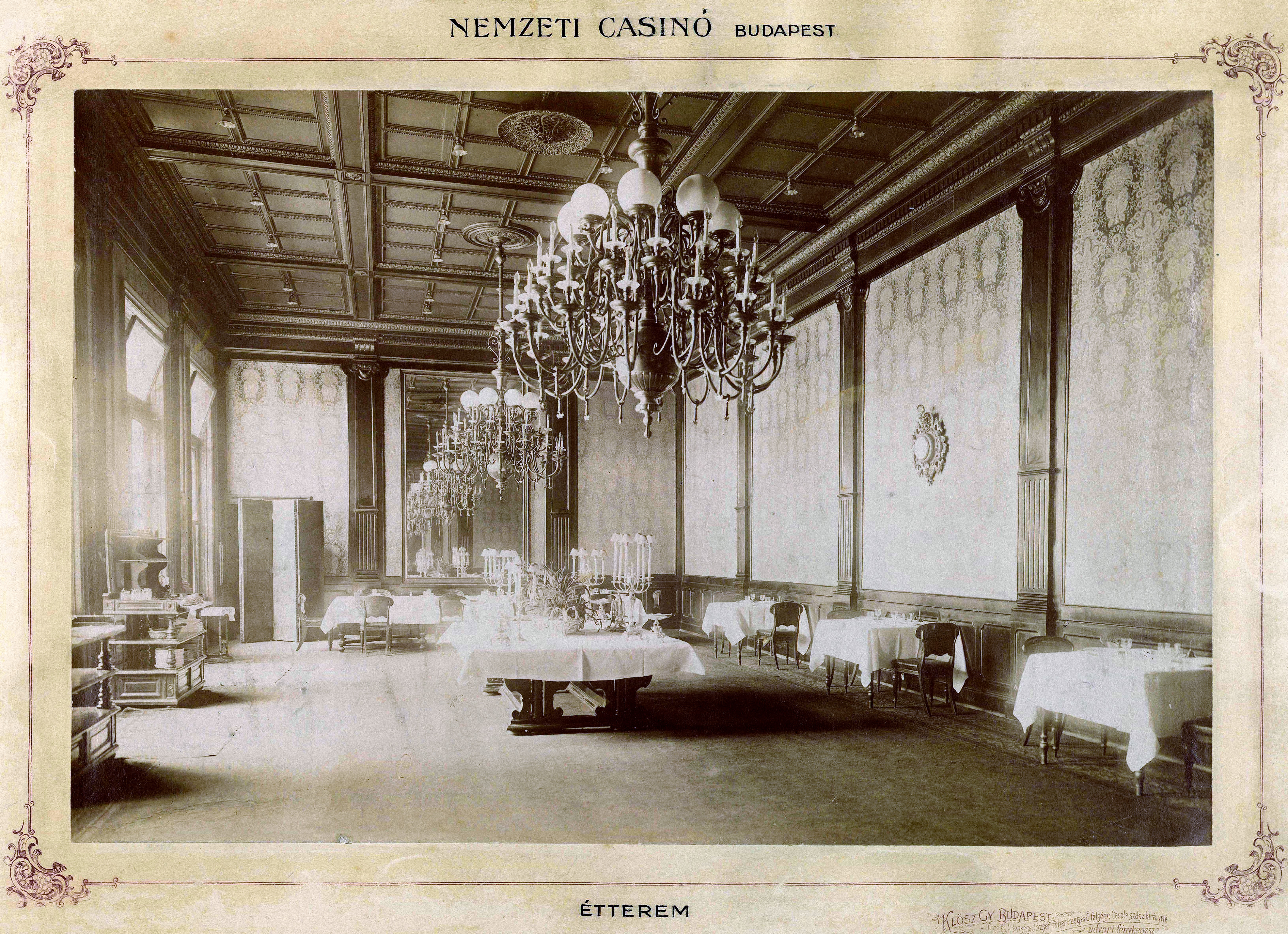
A Nemzeti Casino (Cziráky-palota) étterme 1900 körül

A Casino 1944-ig működött itt, az épület a második világháborúban, Budapest ostroma során olyan súlyosan megsérült, hogy le kellett bontani. 
A Nemzeti Casinónak már alapításától kezdve az volt legfőbb törekvése, hogy saját otthona legyen, amely egyedül és kizárólag az egyesület céljait szolgálja; ez az óhaja csak 1871-ben valósulhatott meg, amikor Szapáry Antal gróf igazgatói működése alatt palotáját (Hatvani utca 5. szám) megvásárolta. E palota megvételével a kaszinóra nézve új korszak vette kezdetét: az egylet tagjainak szükséglete, kényelme, szórakozási igényei figyelembe vételével az egylet céljaira teljesen átalakították, úgyhogy az európai kontinensen alig volt klub, amely tagjainak annyi kényelmet és szórakozást nyújtott volna. Termei fejedelmi pompával voltak berendezve, olvasótermében 190 hazai és külföldi lap volt elérhető; könyvtára, melyre a kaszinó alapítása óta 170 000 forintnál többet fordított, több mint 30 000 kötetet tartalmazott, köztük számos könyvritkaságot; gyarapítására évenként átlagosan 1500 forintot fordított. Az évi tagdíj az 1890-es évek végén 120 forintban volt megállapítva, és ezen felül minden tag fölvételekor egyszer és mindenkorra 200 forint felvételi díjat kellett fizetni. A kaszinó évi bruttó bevétele ekkor átlagban véve meghaladta a 150 000 forintot, mivel összes szükségleteit fedezte, s ha fölöslege volt, hazai kulturális célokra is juttatott belőle.
A kaszinó két vezető szervvel rendelkezett, egy háromtagú igazgatósággal, amelynek élén a maguk közül kijelölt elnök-igazgató állt, illetve egy 50 tagú választmánnyal. 1941-ben az utóbbi tagjainak egyharmada, 16 személy nem volt arisztokrata.
1898-ig az intézménynek voltak ún. „foglalkozó tagjai” is, azonban ezt a titulust akkor megszüntették, ők is rendes tagokká váltak.
1990-ben újjáalakult, Nemzeti Kaszinó néven. Új helye a Semmelweis u. 1-3., a kisgazda téglajegyekből épített házban van, az egykori Polgári Kaszinó  (Semmelweis u. 2., ma Puskin Mozi) épületével szemben.

## A Nemzeti Casino könyvtára
A Nemzeti Casino könyvtárát az alapító a tagok hasznára szánta, hogy bővítsék az ismereteiket, tájékozódjanak a világban, elérjék a híreket és megvitassák azokat.
Az egyesület alapításakor a gyűjteményt Széchenyi István 338 kötetes könyvtára, valamint a tagok által összegyűjtött további 250 kötet alapozta meg. 1829-től a magyar nyelvű állomány serkentése érdekében csak magyar nyelvű műveket vásároltak, de az adományokból, hagyatékokból sok külföldi mű érkezett. A könyvtár főbb adományozói gróf Dessewffy Aurél, Tasner Antal, Láng Ignácz, Weisz Bernát F., Szilágyi Ferenc és Török János voltak.
A megbízott könyvtárnokok nagy hangsúlyt fektettek a könyvtárra: Pákh Albert 1852-ben közzétette az állomány katalógusát, Szalay László a könyvtár rendezését vitte véghez, Tóth Lőrinc javaslatokat tett a könyvtár rendezéshez, Toldy Ferenc biztosította a szakszerű fejlődés lehetőségét és az Új Magyar Múzeumban 1850-ben publikált egy tanulmányt a könyvtárról (A Muzeum tárcája. Nemzeti casinoi könyvtár Pesten. In: Új Magyar Múzeum. 1. évf. 1850. 1. kötet. p. 303-304.), Barna Ferdinánd 1873-ban a müncheni királyi államkönyvtár rendszerét alkalmazta az állományra. Urházy György volt az utolsó rendszeresített könyvtárnok. Az 1880-as évektől a titkár, a pénztárnok és a könyvtáros volt egy személyben megbízva. Ekkoriban 19 ezer kötet képezte a könyvtárat, 150.000 forintot költöttek eddig rá, nem számolva Dessewffy Aurél nagy értékű hagyatékával (1842-ben 278 munkából, 433 kötetből álló könyvgyűjteményét hagyományozta a Casinora).
A könyvtár „könyvei tulajdonjogának művészi formában való feltüntetése” céljából pályázatot hirdettek 1903-ban egy ex-libris megtervezésére, melyek minden könyvbe szerettek volna beragasztani. Sok pályamű érkezett be, végül Hegedűs László festőművész ex-libris rajza  került kiválasztásra.
Az állomány folyamatosan gyarapodott, mind vásárlások és a tervszerű beszerzések, mind a hagyatékok által. Az évkönyvek beszámoló fejezetében 1898-tól minden évben közölték, hogy hány kötettel gyarapodott a könyvtár, az aktuális állomány darabszámát és a leltári értékét is.
A Nemzeti Casino-t a 251.044/1945.IV./14 számú belügyminiszteri rendelet oszlatta fel. Ezt követően a főváros megkezdte az egyesület vagyonának leltárba vételét és lefoglalását, bár ez ellentmondásban volt az egyesület 1895-ös alapszabályában foglaltakkal: “A nemzeti Casino vagyona feloszthatatlan, és ahhoz se részvényesek, sem az egyletből kilépett tagok, sem azok örökösei, hagyományosai vagy engedményesei legkisebb jogot sem tarthatnak. Azon esetben, ha az egylet feloszlatása, emberi számítás szerint előre nem látható bármi rendkívüli okok vagy eseményeknél fogva, elkerülhetetlenül bekövetkeznék, összes vagyona, mint szintén feloszthatatlan alapítvány a magyar tudományos akadémia avagy az annak helyébe netán lépett hasonló jellegű magyar tudományos intézetre háramlik”. Amint az MTA tudomására jutott az eset, bejelentette igényét az örökségére, illetve felajánlotta együttműködését és támogatását a kármentés során (a Casino mindkét ingatlana bombatalálatot kapott a világháború alatt, az ingó vagyont pedig a tagok több helyre mentették). 
1945. október 15-én Melich János akadémiai főkönyvtárnok tudomást szerzett az eljárásról és felügyelte a könyvtár sorsát. Az egykoron közel 35.000 kötetet számláló, tartalmilag és muzeális szempontból becses értékű könyvtár súlyos károkat szenvedett, ki volt téve hányódásnak, házbontásnak, beázásnak. A feljegyzések szerint közel 17.700 kötet került végül az Akadémiai könyvtár raktárába.  Az állomány szakszerű feldolgozása hosszú évekig váratott magára, végül 2014 és 2022 között történt meg a kollekció katalogizálása. Ma az MTA Könyvtár és Információs Központ 18.804 kötetet (12.442 db könyv és 6362 db folyóirat) őriz az egykori Nemzeti Casino könyvtárából. Valamennyi kötet megtalálható az MTA KIK online katalógusában, valamint a munka lezárásaként összeállított katalógusban (ld. Gyuricza, Andrea és Budai, Petra: Nemzeti Casino fennmaradt könyvtárának katalógusa).